# النظام الجديد (الدولة العثمانية)

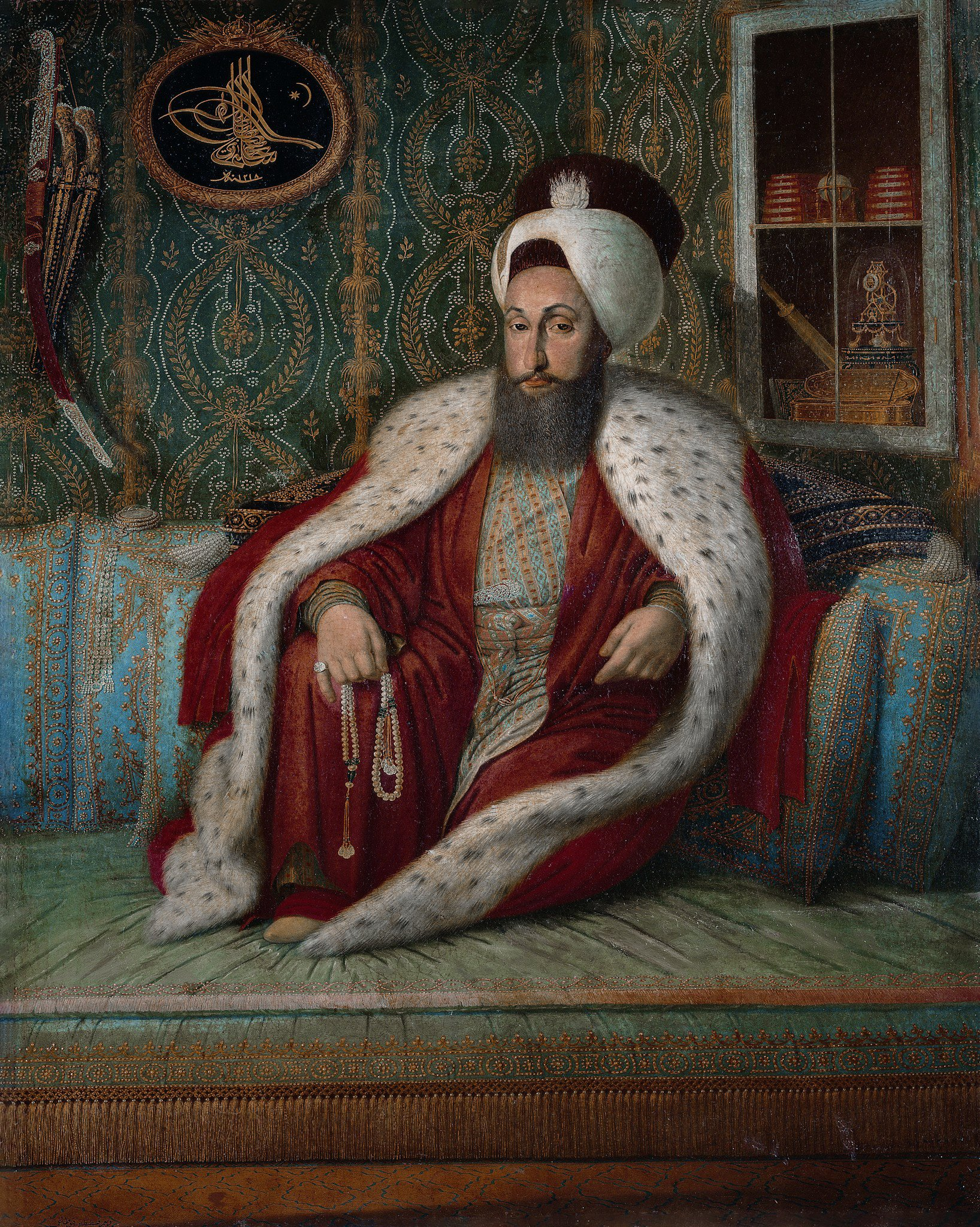
السلطان سليم الثالث ، مؤسس جيش النظام الجديد

النظام الجديد (بالتركية: Nizam-ı Cedid)‏ إصلاحات عسكرية أدخلها السلطان العثماني سليم الثالث لتحديث الجيش العثماني عن طريق إعادة تنظيم الوحدات العسكرية العثمانية وتطوير أسلحتها، وتدريبها على نمط الجيوش الأوروبية الحديثة، إلا أن قوات الانكشارية عارضت النظم الحديثة الأمر الذي أدى لثورتهم ضد السلطان فخلع وقتل، ونصب مكانه على تخت السلطنة السلطان مصطفى الرابع.
مهدت هذه الإصلاحات إلى إصلاحات أوسع قام بها السلطان محمود الثاني في العسكرية العثمانية إذ ألغى قوات الانكشارية سنة 1826م من صفوف الجيش العثماني ليحل محلها نظام جديد أسماه "العساكر المحمدية المنصورة".